# Patrick Ochs
Patrick Ochs (Francoforte sul Meno, 14 maggio 1984) è un ex calciatore tedesco.

## Palmarès

### Club

#### Competizioni nazionali
- Coppa di Germania: 1

Wolfsburg: 2014-2015